# فيرنون ليمان كيلوغ
فيرنون ليمان كيلوغ (بالإنجليزية: Vernon Lyman Kellogg)‏ هو عالم نبات وعالم حشرات أمريكي، ولد في 1 ديسمبر 1867، وتوفي في 8 أغسطس 1937.